# Podbrdo (Bosnie-Herzégovine)
Pour les articles homonymes, voir Podbrdo.
Podbrdo (en serbe cyrillique : Подбрдо) est un village de Bosnie-Herzégovine. Il est situé dans la municipalité de Mrkonjić Grad et dans la république serbe de Bosnie. Selon les premiers résultats du recensement bosnien de 2013, il compte 806 habitants.

## Géographie

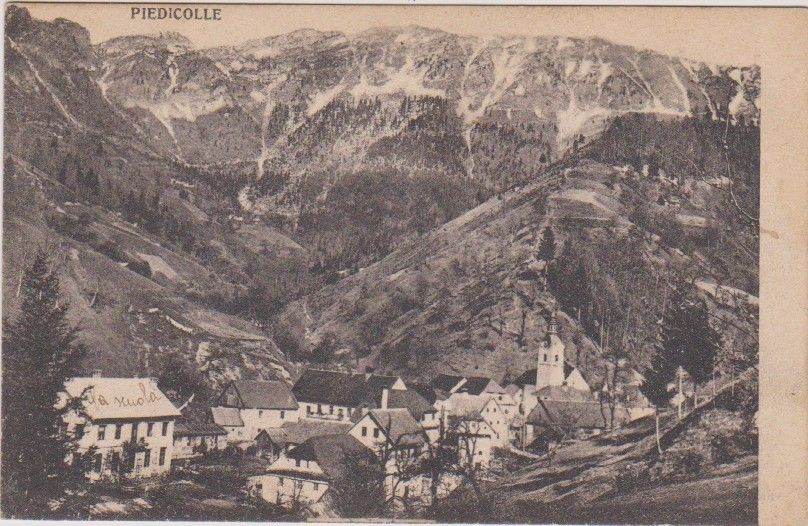
Carte postale de 1929.

## Démographie

### Évolution historique de la population dans la localité
| 1948 | 1953 | 1961 | 1971  | 1981  | 1991 | 2013 |
| ---- | ---- | ---- | ----- | ----- | ---- | ---- |
| -    | -    | 878  | 1 089 | 1 115 | 991  | 806  |

|  |

### Communauté locale
En 1991, la communauté locale de Podbrdo comptait 2 870 habitants, répartis de la manière suivante :